# 1206
1206 (MCCVI) je bilo navadno leto, ki se je po julijanskem koledarju začelo na nedeljo.

## Dogodki

### Latinsko cesarstvo in ostanki Bizantinskega cesarstva
- 31. januar - Bitka pri Rusionu - Ponovna velika zmaga Bolgarov. Bolgarski car Kalojan uporabi isto taktiko kot pri Adrianoplu: slabo disciplinirane križarje ponovno zvabi v pripravljeno past.
  - Po bitki padejo Bolgarom v roke številna mesta. Ker Bolgari prodrejo do Egejskega morja je ozemeljska povezava med Latinskim cesarstvom in Solunskim kraljestvom presekana. Po ukazu Kalojana so prebivalci osvojenih območij množično deportirani v notranjost Bolgarije.
  - Ker je večina latinske vojske uničena, cesar Henrik Flandrijski naprosi za pomoč v vojski in financah francoskega kralja Filipa II.. 1207 ↔
- julij - Ob novici o smrti latinskega cesarja Baldvina I. Konstantinopelskega, katerega smrt je bila potrjena šele leto dni kasneje, grofiji Flandrija in Hainaut podeduje najstarejša hči Ivana Flandrijska. Regentstvo še naprej vodi njen stric grof Filip I. Namurški, ki ga je že brat Baldvin I.  pooblastil, preden se je odpravil na križarski pohod.
- 20. avgust - Kronanje Henrika Flandrijskega za latinskega cesarja.
- Konstantinopelski patriarh Ivan X.  umre v begunstvu v Nikeji, še preden krona nikejskega vladarja Teodorja Laskarisa za novega bizantinskega cesarja. 1208 ↔

### Ustanovitev Mongolskega imperija
- Po več porazih Džamuko, zadnjega Temudžinovega rivala, izdajo njegovi privrženci. Z njegovo usmrtitvijo dobi Temudžin dokončno prevlado nad mongolskimi plemeni.↓
- → Temudžin, po novem imenovan Džingiskan, je na generalnem zboru mongolskih plemen - kurultaju - izvoljen za kana vseh mongolskih plemen in s tem nastajajočega Mongolskega imperija.
- Prvi cilj združenih Mongolov pod vodstvom Džingiskana je tangutsko cesarstvo Zahodna Xia. Po umoru tangutskega cesarja Huanzonga Zahodno Xio nasledi nekompetentni uzurpator Xiangzong, ki, namesto da bi sklenil zavezništvo s sosednjim cesarstvom Jin, le-tega raje napade in upa na zavezništvo z Mongoli.↓
- 14. junij → Vrhu vseh problemov džurčensko cesarstvo Jin z juga napade revanšistično kitajsko cesarstvo Južni Song. Džurčenski cesar Zhangzong brez težav odbije napad z juga. 1207 ↔
  - Istočasno ekonomijo Južnega Songa načenja uničujoča inflacija.

### Razdelitev Guridskega imperija
- 15. marec - Guridski sultan Muhammad Ghūrī umre v atentatu. Ker ni imel sinov, obsežen imperij podedujejo njegovi sužnji-mameluki. Najpomembnejši:
  - Kutbud-Din Ajbak postane sultan Delhija in ustanovitelj dinastije Gulam. Delhijski sultan predstavlja osrednjo oblast Guridskega imperija.
  - Nasir-ud-Din Kabača postane sultan Multana (današnji Pandžab).
  - Tadžuddin Jildoz postane sultan Ghaznija.
  - Bahtijar Kildži†, ki nadzoruje večino Bengalije poskuša napasti Tibet. Vrne se hudo bolan, nakar ga umori en od političnih rivalov. Bengalijo nasledi Muhamad Širan Kildži.
- 24. julij - Kronanje Kutbud-Dina Ajbaka za delhijskega sultana.
- Medtem ko se mameluški Guridi ukvarjajo z indijskimi pridobitvami, njihovi perzijski rivali Horezmijci zavzamejo Herat in zibelko Guridov, pokrajino Ghur.

### Ostalo
- 7. april - Umrlega vojvodo Zgornje Lorene  Friderika I. Lotarinškega nasledi  sin Friderik II. Lotarinški.
- Velfi in Štaufovci: položaj velfovskega nemškega kralja Otona I. Braunschweigovskega se bistveno poslabša, ker zaradi angleških porazov proti Francozom izgubi podporo angleškega kralja.↓
- 27. junij → Spopad med velfi Otona Braunschweigovskega in štaufovci Filipa Švabskega, ki Otona porazi in rani. Štaufovec Filip Švabski si z zmago pridobi naklonjenost papeža Inocenca III. 1208 ↔
- Angleški kralj Ivan Brez dežele se izkrca v Poitouju. Namesto da bi se ponovno spopadel s francoskim kraljem Filipom II., njegove načrte prekriža kastiljski kralj Alfonz VIII., ki vdre v Gaskonjo. Kralj Ivan vsiljivca izžene in edini uspeh, ki ga doseže v boju proti Francozom pred ponovno sklenitvijo miru to leto, je zavzetje Angersa, prestolnice Anjouja.
- Preludij v Magno Charto: papež Inocenc III. spodbija investuro škofa Norwicha Johna de Graya za canterburyjskega nadškofa, kar vodi v spor z angleškim kraljem Ivanom Brez dežele. Za novega canterburyjskega nadškofa papež imenuje Štefana Langtona. 1207 ↔
- Anglija: prva omemba uporabe sladkorja v kraljevem jedilniku. Tačas so v kraljevi kuhinji že uporabljali naslednje orientalske začimbe: muškatni orešček, ingver, cimet in mandljevec.
- Neki angleški kmet po imenu Thurkhill začne trditi, da ga je Sveti Julijan odvedel v vice. Čeprav je že ideja vic stara vsaj dve desetletji, njegov nazoren opis trpljenja grešnikov v vicah prepriča sodobnike.
- Umrlega norveškega grofa otočja Orkney Haralda Maddadssona nasledi sin Jon Haraldsson.
- Nemški viteški red Livonsko bratstvo meča in njihovi baltski zavezniki Semigalijci osvojijo Livonijo.↓
- → Livonski otok Saaremaa osvojijo Danci pod vodstvom kralja Valdemarja II. in nadškofa Andersa Sunesena, vendar naletijo na močan odpor.

- Prva omemba Dresdena.
- Bivši vojščak in sin trgovca Frančišek se odreče očetovi dediščini, roma v Rim, kjer ponovno doživi vizijo in po vrnitvi v Asizzi se kot berač zadržuje predvsem na podeželju, kjer pomaga pri obnavljanju kapel. 1208 ↔
- Arabski inženir Al-Džazari izda priročnik stotih avtomatskih mehanizmov, ki se posložujejo vodnega pogona, z navodili za izdelavo. Nekateri so manenjeni predvsem v zabavo velikašev, kot je orkester avtomatskih robotov, drugi daleč predhajajo svoj čas, kot je npr. avtomat za izpiranje vode, ki naj bi se uporabljal za umivanje rok. Deluje namreč po istem principu mehanizma, kot ga poznamo v današnjih straniščih na izpiranje.

## Rojstva
- 19. marec - Gujuk, mongolski veliki kan  († 1248)
- 7. april - Oton II. Wittelsbaški, bavarski vojvoda, pfalški grof († 1253)
- 29. november - Béla IV., madžarski kralj († 1270)

Neznan datum
- An-Nasir Davud, ajubidski emir Damaska in Keraka († 1261)
- Godan Kan, mongolski vojskovodja, guverner Kitajske († 1251)
- Henrik II., mejni grof Namurja († 1229)
- Irjeon, korejski budistični učenjak († 1289)
- Konrad Turinški, 5. veliki mojster vitezov križnikov († 1240)
- Orda kan, kan Bele horde († 1251)
- Peter iz Verone, dominikanski menih, inkvizitor, svetnik († 1252)

## Smrti
- 15. marec - Muhammad Ghūrī, guridski sultan (* 1160)
- 7. april - Friderik I., vojvoda Zgornje Lorene (* 1143)
- 16. april - Jošicune Kudžo, japonski državnik, literat (* 1169)
- 4. junij - Adela Šampanjska, francoska kraljica (* 1140)

Neznan datum
- Al-Džazari, arabski matematik, inženir, izumitelj (* 1136)
- Amalrik iz Bena, francoski teolog in filozof
- Bahtijar Hildži, guridski vojskovodja
- Džamuka, mongolski kan, zadnji rival Džingiskana
- Harald Maddadsson, norveški grof Orkneyja (* 1134)
- Ivan X., pravoslavni patriarh Konstantinopla
- Yang Wanli, kitajski pesnik (* 1127)